# Termodinamika
Termodinamika (iz starogrškega starogrško θερμη, therme - toplota in starogrško δυναμις, dynamis – sprememba, moč) je veja fizike, ki se ukvarja s toploto in temperaturo in njuno povezavo  z energijo, delom, sevanjem in lastnostmi snovi. Obnašanje teh veličin urejajo štirje zakoni termodinamike, ki podajajo njihove kvantitativne opise z uporabo merljivih makroskopskih fizikalnih količin, lahko pa se jih razloži tudi s statistično mehaniko. Termodinamika je uporabna na zelo različnih področjih znanosti in inženirstva, zlasti v fizikalni kemiji, kemijskem inženirstvu in tudi na tako kompleksnih področjih kot je meteorologija.
Zgodovinsko se je termodinamika razvila iz želje po povečanju učinkovitosti zgodnjih parnih strojev. K razvoju je še zlasti veliko prispeval  francoski fizik Nicolas Léonard Sadi Carnot (1824), ki je bil prepričan, da so učinkoviti stroji kjuč, ki lahko pripomore k zmagi Francije v napoleonskih vojnah.  Škotsko-irski fizik Lord Kelvin je bil prvi, ki je izoblikoval jedrnato definicijo termodinamike (1854),  ki se glasi: "Termodinamika je področje povezav toplote s silami, ki delujejo med sosednjimi deli teles, in povezav toplote z učinki električnega toka". 
Termodinamika, ki se je sprva ukvarjala predvsem z mehanskimi toplotnimi stroji, se je že zelo zgodaj razširila na kemijske spojine in kemijske reakcije. Kemijska termodinamika preučuje lastnosti in vlogo entropije v kemijskih reakcijah in številnih drugih z njimi povezanimi področjih. Kasneje so nastale tudi druge formulacije.  Statistična termodinamika ali statistična mehanika se ukvarja s statističnimi napovedmi kolektivnega gibanja delcev iz njihovega mikroskopskega obnašanja. Leta 1909 je Constantin Carathéodory predstavil tudi popolnoma matematičen pristop, ki se pogosto omenja kot  geometrijska termodinamika. 

## Uvod
Za opis kateregakoli termodinamskega sistema se uporabljajo štirje zakoni termodinamike. Prvi zakon pravi, da se energija med fizikalnimi sistemi lahko  izmenjuje kot toplota in delo. Drugi zakon definira obstoj entropije, ki določa smer, v katero se termodinamski sistem lahko razvija, in količino uporabnega dela, ki ga sistem lahko opravi.
V termodinamiki je preučevanja osredotočeno predvsem na pojma termodinamski sistem in njegova okolica. Sistem sestavljajo delci, katerih povprečno gibanje določajo njihove lastnosti, in lastnosti, ki so z njimi povezane z enačbami stanja. Lastnosti so lahko združene na primer v izrazih za notranjo energijo in termodinamske  potenciale, ki so uporabni za določanje pogojev za ravnotežja in spontane procese.
Termodinamika z vsemi njenimi orodji je uporabna za opise odzivov sistemov na spremembe v njihovem okolju. Uporabna je na zelo veliko področjih v znanosti in inženirstvu,  kot so stroji, fazni prehodi, kemijske reakcije, transportni pojavi in celo črne luknje. V fiziki in kemiji je pomembna predvsem v kemijskem inženirstvu, korozijskem inženirstvu, letalskem in vesoljskem inženirstvu, mehanskem inženirstvu, celični biologiji, biomedicinskem inženirstvu in preučevanju snovi.
Ta članek obravnava predvsem klasično termodinamiko, ki preučuje predvsem sisteme v termodinamskem ravnotežju. Neravnotežna termodinamika se pogosto obravnava kot razširitev klasične termodinamike, h kateri je veliko doprinesla statistična mehanika.

## Zgodovina
Zgodovina termodinamike kot znanosti se je začela z Ottom von Guerickejem, ki je leta 1650 zasnoval in izdelal prvo vakuumsko črpalko in dokazal, da je vakuum srž magdeburških polkrogel. Guerickeja je k temu spodbudila želja po dokazu, da je Aristotelova trditev, da "narava ne dopušča praznine", napačna. Kmalu zatem je  angleški fizik in kemik Robert Boyle v sodelovanju z angleškim znanstvenikom Robertom Hookom na podlagi Guerickejevih načrtov leta 1656 izdelal zračno črpalko.  S to črpalko sta Boyle in Hooke odkrila povezave med tlakom, prostornino in temperaturo. V tem času se je izoblikoval Boylov zakon, ki pravi, da sta tlak in prostornina obratno sorazmerna. Na podlagi teh spoznanj je Boylov družabnik Denis Papin izdelal Papinov lonec, posodo s tesno prilegajočim se pokrovom, ki se je odprl šele pri visokem tlaku pare.
V lonec so kasneje gradili varnostni ventil za izpust pare, ki je preprečeval eksplozijo lonca. Z opazovanjem ritmičnega odpiranja in zapiranja ventila je Papin prišel do ideje o batu in parnem valju, vendar svoje ideje ni izpeljal do konca. Prva parna stroja sta na osnovi Papinovih načrtov izdelala Thomas Savery leta 1697 in Thomas Newcomen leta 1712. Stroja sta kljub temu, da sta bila grobo izdelana in neučinkovita, pritegnila pozornost znanstvenikov tistega časa.
Osnovni ideji o toplotni kapaciteti in notranji energiji, ki sta bili potrebni za razvoj termodinamike, je razvil Joseph Black, profesor na Univerzi v Glasgowu, na kateri je bil kot izdelovalec instrumentov zaposlen James Watt. Poskuse sta skupaj opravljala Black in Watt, pomemben napredek k razvoju pa je opravil predvsem Watt z zunanjim kondenzatorjem, ki je zelo povečal učinkovitost parnega stroja. Vsa dotedanja spoznanja je zbral "oče termodinamike" Sadi Carnot in jih leta 1824 objavil v knjigi Razmišljanja o gibalni moči ognja, ki je govorila o toploti, moči, energiji in učinkovitosti parnega stroja. Knjiga je očrtala osnovne energetske povezave med Carnotovim strojem, Carnotovim ciklom in močjo in označila začetek termodinamike kot sodobne znanosti.
Prvi učbenik termodinamike je leta 1859 napisal William Rankine, ki je bil sprva profesor fizike ter gradbenega in strojnega inženirstva na Univerzi v  Glasgowu. Prvi in drugi zakon termodinamike sta se pojavila istočasno v 1850. letih v delih Williama Rankinea, Rudolfa Clausiusa in Williama Thomsona (Lord Kelvin).
Temelje statistične termodinamike so postavili fiziki  James Clerk Maxwell, Ludwig Boltzmann, Max Planck, Rudolf Clausius in Josiah Willard Gibbs.
V letih 1873–1876 matematični fizik Gibbs objavil tri razprave, med katerimi je bila najpomembnejša razprava o ravnotežju heterogenih snovi. V razpravi je prikazal, kako se lahko termodinamski procesi, vključno s kemijskimi reakcijami, analizirajo grafično s preučevanjem energije, entropije, prostornine, temperature in tlaka termodinamskega sistema. Z analizo se lahko na primer ugotovi ali bi lahko proces potekal spontano. V 19. stoletju je o kemijski termodinamiki pisal tudi Pierre Duhem. V zgodnjem 20. stoletju so kemiki Gilbert N. Lewis, Merle Randall in E.A. Guggenheim uporabili Gibbsove matematične metode za analizo kemijskih procesov.

## Etimologija
Izraz termodinamika ima zapleteno zgodovino.  Sprva se je uporabljal v pridevniški obliki kot termo-dinamičen in od leta 1854 do 1868 kot samostalnik termo-dinamika in kot tak predstavljal splošno znanost o toplotnih strojih.
Ameriški biofizik Donald Haynie trdi,  da je bil  izraz termodinamika skovan leta 1840 iz grških besed θέρμη therme, ki pomeni "toplota", in δύναμις dynamis, ki pomeni "moč".
Pierre Perrot trdi, da je izraz termodinamika skoval  James Joule leta 1858 za opis znanosti o povezavah med toploto in močjo, vendar Joule tega izraza nikoli ni uporabil. Namesto njega  je, po Thomsonovi frazeologiji  iz leta 1849, uporabljal izraz popoln termo-dinamski stroj. 
Do leta 1858 je bil izraz termo-dinamika kot funkcionalen izraz uporabljen na primer v  članku  Williama Thomsona Mnenje o Carnotovi teoriji pogonske moči toplote.

## Veje termodinamike
Preučevanje termodinamskih sistemov se je razvilo v več povezanih  vej, pri čemer je vsaka kot teoretično ali eksperimentalno podlago uporabila drugačen temeljni model ali uporabila načela za različne tipe sistemov.

### Klasična termodinamika
Klasična termodinamika  opisuje stanja termodinamskih sistemov v skoraj ravnotežnem stanju, za kar uporablja njihove merljive makroskopske lastnosti. Uporablja se za modeliranje sprememb energije, dela in toplote na osnovi zakonov termodinamike. Pridevnik klasična odraža dejstvo, da predstavlja prvo raven razumevanja dogajanj, ker se je razvila v 19. stoletju in opisuje spremembe sistema z makroskopskimi empiričnimi parametri. Pozneje je z razvojem statistične mehanike nastala mikroskopska razlaga teh konceptov.

### Statistična mehanika
Statistična mehanika ali statistična termodinamika se je pojavila z razvojem atomskih in molekularnih teorij v poznem 19. in zgodnjem 20. stoletju in dopolnila klasično termodinamiko z razlago mikroskopskih vzajemnih vplivov posameznih delcev ali kvantno-mehanskih  stanj. To področje termodinamike povezuje  lastnosti  posameznih atomov in molekul z makroskopskimi lastnostmi mase snovi, opaznimi na človeški ravni. Statistična mehanika torej razlaga klasično termodinamiko kot naraven rezultat statistike, klasične mehanike in kvantne teorije na mikroskopski ravni.

### Kemijska termodinamika
Kemijska termodinamika  preučuje povezave energije s kemijskimi reakcijami ali fizikalno spremembo stanja znotraj meja  zakonov termodinamike. 

### Termodinamika ravnotežja
Termodinamika ravnotežja preučuje prenose snovi in energije v sistemih ali telesih z agensi v njihovih okoljih, ki potisnejo sistem iz ravnotežnega  stanja v drugo ravnotežno stanje. Izraz termodinamsko ravnotežje kaže na uravnovešeno stanje, v katerem so vsi makroskopski pretoki nični. V najenostavnejših sistemih ali telesih so njihove intenzivne lastnosti homogene in njihovi tlaki pravokotni na njihove meje. V ravnotežnem stanju ni nobenega neuravnovešenega potenciala ali gonilne sile med makroskopsko različnimi deli sistema. Osrednji cilj termodinamike ravnotežja je za dani sistem v dobro definiranem začetnem ravnotežnem stanju, okolju in prostoru izračunati, kakšno bo njegovo končno ravnotežno stanje potem, ko je specifična termodinamična operacija spremenila njegov prostor ali okolico. 
Neravnotežna termodinamika je veja termodinamike, ki se ukvarja s sistemi, ki niso v termodinamskem ravnotežju. Takšna je večina naravnih sistemov, ker stanja v naravi niso stacionarna in so stalno ali občasno predmet dotoka snovi in energije iz drugih sistemov ali obratno.  Preučevanje termodinamike  nestacionarnih sistemom zahteva bolj splošne koncepte kot ravnotežna termodinamika. Veliko naravnih sistemov je še vedno izven  meja trenutno znanih makroskopskih termodinamskih metod.

## Zakoni termodinamike
Termodinamika načelno temelji na štirih zakonih, ki so univerzalni za sisteme, ki so znotraj omejitev za posamezni sistem. V različnih teoretičnih opisih termodinamike se zakoni lahko izrazijo v navidezno različnih oblikah, najpomembnejše pa so naslednje formulacije.

### Ničti zakon termodinamika
Ničti zakon  je bil k prvim trem dodan kot zadnji in določa tranzitivnost toplotnega ravnovesja. Zakon pravi:
Če je sistem A v toplotnem ravnovesju s sistemom B in je sistem  B v toplotnem ravnovesju s sistemom  C, je tudi sistem A v toplotnem ravnovesju s sistemom C.
Ničti zakon termodinamike omogoča vpeljavo temperature kot količine, ki ima enako vrednost v vseh telesih v toplotnem ravnovesju. Za sisteme velja, da so v  ravnovesju, če majhne naključne spremembe med njimi, na primer Brownovo gibanje, ne vodijo k neto spremembi energije. Ničti zakon omogoča naslednje: če se mora ugotoviti, ali imata dve telesi enako temperaturo, ni nujno, da se med njima vzpostavi stik in izmeri morebitne spremembe njihovih opaznih lastnosti. Za ugotovitev zadostuje merjenje temperatur obeh teles.
Ničti zakon sprva ni bil priznan kot poseben zakon termodinamike, ker je bila njegova osnova  zajeta v drugih zakonih. Prvi, drugi in tretji zakon so bili eksplicitno določeni in splošno sprejeti pred pomembnim ničtim  zakonom za opredelitev temperature. Ker bi bilo preštevilčenje zakonov nepraktično, so četrtega imenovali ničti zakon.

### Prvi zakon termodinamike
Prvi zakon termodinamike, znan tudi kot energijski zakon, pravi:
Notranja energija izoliranega sistema je konstantna.
Zakon izraža načelo ohranjanja energije. Zakon trdi, da se energija lahko pretvarja iz ene oblike v drugo, ne more pa se ustvariti ali uničiti.
Prvi zakon je običajno formuliran s trditvijo, da je sprememba notranje energije zaprtega termodinamskega sistema enaka razliki med v sistem dovedeno toploto in delom, ki ga sistem opravi na svojo okolico. Notranja energija je osnovna lastnost termodinamskega stanja. Znana je tudi kot funkcija stanja, ki ga spreminjata  toplota in delo. Spremembo notranje energije sistema je mogoče doseči s kakršno koli kombinacijo dodane ali odvzete toplote in v sistem vloženega dela ali dela, ki ga opravi sistem. Ravnotežna notranja energija ni odvisna od načina ali poti skozi vmesne korake, s katerimi je sistem dosegel svoje stanje.

### Drugi zakon termodinamike
Drugi zakon termodinamike ali entropijski zakon, ki je bil odkrit prvi, pravi:
Toplota ne more spontano teči s hladnejšega mesta na toplejše mesto.
Zakon je izraz univerzalnega načela razpada, ki ga je mogoče opazovati v naravi. Drugi zakon je izraz dejstva, da se v fizičnem sistemu, izoliranem od zunanjega sveta, razlike v temperaturi, tlaku in kemičnem potencialu sčasoma izenačijo. Entropija je merilo napredka tega procesa. Entropija izoliranega neravnotežnega sistema teži k naraščanju in se v ravnotežju približa maksimalni vrednosti. Načela, ki veljajo za sisteme daleč od ravnotežja, so še vedno sporna. Eno od njih  je načelo maksimalnega proizvajanja entropije,  ki pravi, da se neravnotežni sistemi obnašajo tako, da maksimirajo proizvodnjo svoje entropije.
V klasični termodinamiki je drugi zakon termodinamike osnovni postulat, uporaben za vse sisteme, ki vključujejo prenos toplotne energije. V statistični termodinamiki je drugi zakon posledica domnevne naključnosti molekularnega kaosa. Drugi zakon termodinamike ima več oblik, vendar imajo enak učinek, ki se razloži s pojavom ireverzibilnosti v naravi:
- Toplotno izoliranega sistema se po opravljeni ireverzibilni spremembi ne da več povrniti v prvotno stanje (Caratheodoryjeva formulacija).
- Nemogoča je takšna krožna sprememba, pri kateri sistem prejme toploto iz toplotnega rezervoarja in jo v celoti pretvori v delo, pri čemer se v okolici  ne spremeni nič drugega (Kelvinova formulacija).
- Nemogoča je takšna krožna sprememba, pri kateri se prenese toplota iz hladnejšega telesa na toplejše, pri čemer se  v okolici ne spremeni nič drugega (Clausiusova formulacija).

### Tretji zakon termodinamike
Tretji zakon termodinamike je znan tudi kot Nernstov zakon ali zakon o nedosegljivosti absolutne ničle in pravi:
Ko se temperatura sistema približuje absolutni ničli, se vsi procesi ustavljajo in entropija sistema se približa minimalni vrednosti.
Ta zakon termodinamike je statistični zakon narave glede entropije in nemožnosti doseganja absolutno ničle temperature. Zakon določa absolutno referenčno točko za določitev entropije. Entropija, določena glede na to točko, je absolutna entropija. Med alternativne definicije spadata "entropija vseh sistemov in vseh stanj sistema je najmanjša pri absolutni ničli" ali "absolutne ničle ni mogoče doseči v končnem številu procesov". 
Absoutno ničlo, pri kateri bi se vsi procesi ustavili, je nemogoče doseči. Njena vrednost je −273,15 °C (stopinje Celzija) ali −459,67 °F (stopinje Fahrenheita) ali 0 K (kelvin) ali 0 °R (stopinje Rankinea).

## Termodinamski sistemi
Pomemben pojem v termodinamiki je termodinamski sistem, ki je natančno določen del preučevanega univerzuma. Ves univerzum izven sistema se imenuje okolica. Sistem je od preostalega univerzuma ločen z mejo, ki je lahko fizična ali umišljena, vendar je po dogovoru definiran s končnim volumnom. Izmenjave dela, toplote ali snovi med sistemom in okolico potekajo preko meje sistema.
V modelu sistema je njegova meja preprosto namišljena pikčasta črta okoli volumna, v katerem se dogajajo spremembe notranje energije. Na spremembo notranje energije sistema vpliva vse, kar preide mejo sistema. Vse prehode je treba upoštevati v enačbi energetske bilance. 
V praksi je volumen lahko področje, ki obdaja en sam atom z resonančno energijo, ki ga je leta 1900 definiral  Max Planck, volumen pare ali zraka v parnem stroju, ki ga je leta 1824 definiral Sadi Carnot,  telo tropskega ciklona, kakršnega ga je v termodinamiki ozračja leta 1986  predpostavil Kerry Emanuel, sistem kvarkov v kvantni termodinamiki ali celo dogodkovno obzorje črne luknje. 
Termodinamika pozna štiri vrste meja: fiksne, spremenljive, realne in umišljene. Primer fiksne meje v parnem stroju je bat v določenem položaju, v katerem se dogajajo procesi pri stalnem volumnu. Z gibanjem bata po valju s fiksnim plaščem in čelom postane meja sistema spremenljiva. V zaprtih sistemih so meje realne, v odprtih sistemih pa so pogosto umišljene. V reakcijskem motorju bi prva umišljena fiksna meja kahko bila vnos goriva in zraka v motor, realna fiksna meja ohišje motorja, druga umišljena fiksna meja pa izpustna šoba.
Termodinamika na splošno razlikuje tri razrede sistemov, opredeljenih s tem, kaj prestopa njihove meje:
| Razred             | Masni tok       | Delo            | Toplota         |
| ------------------ | --------------- | --------------- | --------------- |
| Odprt              | Zelena kljukica | Zelena kljukica | Zelena kljukica |
| Zaprt              | Rdeči X         | Zelena kljukica | Zelena kljukica |
| Toplotno izoliran  | Rdeči X         | Zelena kljukica | Rdeči X         |
| Mehansko izzoliran | Rdeči X         | Rdeči X         | Zelena kljukica |
| Izoliran           | Rdeči X         | Rdeči X         | Rdeči X         |

- Odprt sistem lahko z okolico izmenjuje tako snov kot toploto. Zgled za tak sistem je denimo živa celica.

- Zaprt sistem ločuje od okolice pregrada, ki preprečuje izmenjavo snovi, dopušča pa izmenjavo toplote. Zgled za zaprti sistem je denimo topla greda.

- Izoliran sistem je povsem izoliran od okolice in z njo ne more izmenjati niti snovi niti toplote. Približek za izolirani sistem je denimo idealzirana Dewarjeva posoda, ker v resnici noben realen sistem ni povsem izoliran.

V izoliranem sistemu se notranje razlike tlakov, gostot in temperatur po nekem času izničijo. Sistem, v katerem so vsi izravnalni procesi zaključeni, naj bi bil v ravnovesnem stanju.
Ko je termodinamsko ravnovesje vzpostavljeno, se, po definiciji, lastnosti sistema s časom nič več ne spreminjajo. Sistem v ravnovesju je mnogo bolj enostaven in razumljiv od neravnovesnega sistema. Pri preučevanju dinamičnih termodinamskih procesov se procesi pogosto umišljeno tako upočasnijo, da se vsako vmesno stanje lahko šteje za uravnovešeno, procesi pa s tem obravnavajo kot reverzibilni.

## Termodinamske spremenljivke
Ravnovesno stanje sistema v termodinamiki določimo z razmeroma majhnim številom podatkov, ki jim pravimo termodinamske spremenljivke. To so enolične funkcije stanja, torej količine, ki so enolično določene s stanjem termodinamskega sistema. Njihove spremembe so odvisne le od začetnega in končnega stanja sistema, ne pa od »poti« med stanjema, torej od vmesnih stanj.
Zgledi za termodinamske spremenljivke so temperatura, prostornina in tlak, ki povsem določajo stanje sistema z eno samo fazo.

## Plinski zakoni
Zgodovinsko so nekatere termodinamske zveze najprej ugotovili pri plinih. Ti so namreč od vseh agregatnih stanj najpreprostejši. Vzamemo lahko, da med molekulami plina ne delujejo nobene sile razen izjemoma, kadar molekuli plina trčita. Molekule v plinu lahko nadalje obravnavamo kot točkasta telesa, tako da lahko zanemarimo delež, ki ga v prostoru, napolnjenem s plinom, zasedajo same molekule. Tak približek je znan kot idealni plin, ki navkljub vsem poenostavitvam razmeroma dobro opisuje razredčene pline.
- Boylov zakon povezuje prostornino in tlak idealnega plina pri stalni temperaturi

{\displaystyle p_{1}V_{1}=p_{2}V_{2}\!\,,}
- Gay-Lussacov zakon (tudi Charlesov zakon) povezuje prostornino in temperaturo idealnega plina pri stalnem tlaku:

{\displaystyle {\frac {T_{1}}{V_{1}}}={\frac {T_{2}}{V_{2}}}\!\,,}
- Amontonsov zakon (tudi Grahamov zakon) povezuje tlak in temperaturo idealnega plina pri stalni prostornini:

{\displaystyle {\frac {p_{1}}{T_{1}}}={\frac {p_{2}}{T_{2}}}\!\,.}
Sintezo vseh treh zakonov predstavlja splošna plinska enačba
{\displaystyle pV={\frac {m}{M}}RT\!\,.}
Pri tem je m masa plina, M njegova molska masa, R pa splošna plinska konstanta.
Splošna plinska enačba razmeroma dobro opisuje stanje idealnega plina. Za opis realnih plinov pa je treba uporabiti katero od drugih enačb stanja, med katerimi je najbolj znana van der Waalsova enačba stanja.

## Specifična toplota
Eno od vprašanj, ki se jih lahko zastavi, je, koliko toplote je treba dovesti, da se zviša temperaturo neke količine dane snovi za določeno število kelvinov. Toplota, potrebna, da se kilogram snovi segreje za en kelvin, se imenuje specifična toplota snovi. V splošnem je odvisna od vrste snovi.
Če se dovaja toploto pri stalni prostornini, je sprememba notranje energije kar premo sorazmerna spremembi temperature. Ker je prostornina stalna, telo ne opravlja dela pri raztezanju, zato je sprememba notranje energije kar enaka dovedeni toploti. Pri homogenih telesih je dovedena toplota tudi premo sorazmerna masi snovi, zato se lahko zapiše:
{\displaystyle \mathrm {d} W_{n}=m\,c_{V}\,\mathrm {d} T\!\,.}
Sorazmernostni koeficient cV imenujemo specifična toplota pri stalni prostornini.
Če se dovaja toploto pri stalnem tlaku, pa je treba upoštevati, da se snov pri segrevanju razteza in pri tem ob odrivanju okolišnje snovi opravlja delo. Dovedana toplota se zato delno porabi za povečevanje notranje energije, del pa za opravljanje dela:
{\displaystyle \mathrm {d} Q=m\,c_{V}\,\mathrm {d} T+p\,\mathrm {d} V\!\,.}
Po analogiji s segrevanjem pri stalni prostornini definiramo še specifično toploto pri stalnem tlaku:
{\displaystyle \mathrm {d} Q=m\,c_{p}\,\mathrm {d} T\!\,.}

### Entalpija
Po analogiji z notranjo energijo, katere sprememba je pri stalni prostornini enaka dovedeni toploti, se uvede entalpijo (običajna oznaka je H) kot termodinamsko spremenljivko, katere sprememba je pri stalnem tlaku enaka dovedeni toploti.
{\displaystyle \mathrm {d} H=m\,c_{p}\,\mathrm {d} T\!\,.}
Entalpija je definirana kot vsota notranje energije in produkta tlaka in prostornine:
{\displaystyle H=W_{n}+pV\!\,.}

## Termodinamski potenciali
Termodinamski potencial je takšna termodinamska spremenljivka, ki v stanju termodinamskega ravnovesja doseže ekstremno vrednost.

### Prosta energija in prosta entalpija
Značilnost termodinamskega potenciala v zaprtem sistemu, katerega temperatura prek toplotnega stika z okolico ostaja konstantna, ima pri stalni prostornini sistema prosta energija (oznaka F), definirana kot:
{\displaystyle F=W_{n}-TS\!\,.}
Značilnost termodinamskega potenciala v zaprtem sistemu, katerega temperatura prek toplotnega stika z okolico ostaja konstantna, ima pri stalnem tlaku prosta entalpija (oznaka G), definirana kot:
{\displaystyle G=H-TS\!\,.}

## Fazni prehodi
Fazni prehod je sprememba, pri katerem preide termodinamski sistem iz ene faze v drugo. Najbolj znani zgledi za fazni prehod so npr. izparevanje, taljenje ali sublimacija. Poled teh se poznajo tudi drugi fazni prehodi, npr. prehod feromagnetne snovi v paramagnetno.